# Алексиначка котлина
Алексиначка котлина је котлина у Србији у композитној долини Јужне Мораве. Смештена је између планина Озрена на северу и истоку (Лесковик), док се на западном делу простире планина Мали Јастребац. На југу се котлина наставља у Мезграјско сужење, а на северу у Сталаћку клисуру. Њен обод је изграђен од старих палеозојских стена, док су дну приметне наслаге неогених седимената. Име је добила по граду Алексинцу, који се налази у њеном средишту.